# اندیس زغالسنگ سارو
زغالسنگ سارو یک اندیس غیرفلزی است که در حوالی شهر جام استان سمنان قرار دارد و مادهٔ معدنی موجود در آن، ذغالسنگ است.